# Anigraea pectinata
Anigraea pectinata är en fjärilsart som beskrevs av Robinson 1975. Anigraea pectinata ingår i släktet Anigraea och familjen nattflyn. Inga underarter finns listade i Catalogue of Life.